# Johan Hamilton af Hageby
Johan Hamilton af Hageby, John Hamilton, född 1610, död 1696. 
Tredje son till Malcolm Hamilton of Monea. Stamfader för den friherrliga grenen nr 99 Hamilton af Hageby (Hageby i Västergötland).
Far till Malcolm Hamilton af Hageby och Hugo Hamilton af Hageby.